# Liisa Suihkonen
Liisa Suihkonen   (Suonenjoki, 27 de setembre de 1943) és una esquiadora de fons finlandesa, ja retirada, que va competir durant les dècades de 1960 i 1970.
El 1968 va prendre part en els Jocs Olímpics d'Hivern de Grenoble, on fou divuitena en la prova dels 10 quilòmetres del programa d'esquí de fons. No fou fins al 1976 quan va disputar els segons i darrers Jocs Olímpics. A Innsbruck, formant equip amb Marjatta Kajosmaa, Hilkka Riihivuori i Helena Takalo guanyà la medalla de plata en la cursa dels relleus 4x5 km del programa d'esquí de fons.
A nivell nacional guanyà el campionat finlandès dels 10 km de 1966.